# Arroio Infiernillo
O Arroio Infiernillo é um curso de água uruguaio no departamento de Cerro Largo.
A sua nascente é a Cuchilla Guazunambí e sua foz é o  Rio Tacuarí.